# Riolobos
Riolobos ist eine Gemeinde (municipio) mit 1.180 Einwohnern (Stand: 2024) im äußersten Nordwesten der Provinz Cáceres in der Autonomen Region Extremadura im Westen Spaniens. Neben dem Hauptort Riobolos gehört die Siedlung Pajares de la Rivera zur Gemeinde. 

## Lage
Riolobos liegt etwa 48 Kilometer (Fahrtstrecke) nördlich der Provinzhauptstadt Cáceres in einer Höhe von ca. 265 m. Das Klima ist gemäßigt bis warm; Regen fällt hauptsächlich im Winterhalbjahr.

## Bevölkerungsentwicklung
| Jahr      | 1970 | 1981 | 1991 | 2001 | 2011 | 2021 |
| Einwohner | 2053 | 1783 | 1809 | 1464 | 1349 | 1198 |

Der deutliche Bevölkerungsrückgang seit den 1950er Jahren ist im Wesentlichen auf die Mechanisierung der Landwirtschaft sowie die Aufgabe bäuerlicher Kleinbetriebe („Höfesterben“) und den damit einhergehenden Verlust von Arbeitsplätzen zurückzuführen.

## Sehenswürdigkeiten
- Kirche
- alte Kirche von Pajares de la Rivera (heute Kulturzentrum)
- botanischer Garten

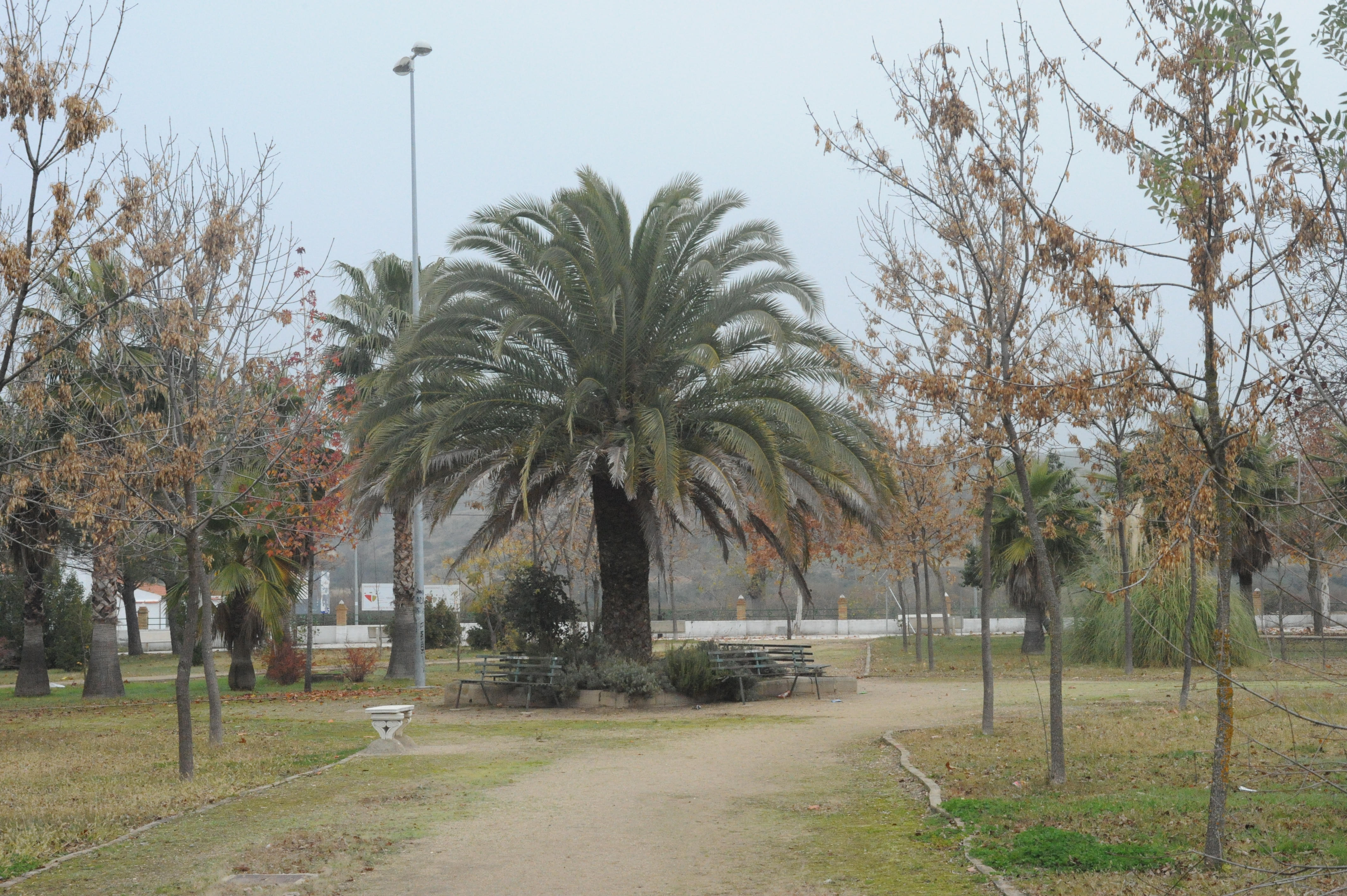
Botanischer Garten